# Philibertia gilliesii
Philibertia gilliesii är en oleanderväxtart som beskrevs av William Jackson Hooker och Arn.. Philibertia gilliesii ingår i släktet Philibertia och familjen oleanderväxter. Inga underarter finns listade i Catalogue of Life.